# Glövzin
Glövzin ist ein bewohnter Gemeindeteil im Ortsteil Premslin der amtsfreien Gemeinde Karstädt im Landkreis Prignitz in Brandenburg. Zu Premslin gehört auch der bewohnte Gemeindeteil Neu-Premslin. Glövzin liegt südöstlich des Kernortes Karstädt an der B 5. Die Kreisstraße K 7029 verläuft südlich.

## Geschichte

### Eingemeindungen
Am 7. Mai 1971 wurde Glövzin nach Premslin eingemeindet.

## Sehenswürdigkeiten
In der Liste der Baudenkmale in Karstädt (Prignitz) ist für Glövzin die Dorfkirche als einziges Baudenkmal aufgeführt. Die im Jahr 1896 im Stil der Neogotik erbaute evangelische Kirche ist ein Saalbau aus Back- und Feldstein mit einem hohen Turm.